# Ухтомьярское
Ухтомьярское — озеро в России, располагается на территории Белозерского района Вологодской области. Находится в центральной части района, в пределах Белозерской гряды, к западу от Белого озера и к северу от Андозера. Расстояние до Белозерска — 43 км.
Площадь водной поверхности озера равняется 6,21 км². Уровень уреза воды находится на высоте 146,9 м над уровнем моря. Площадь водосборного бассейн озера составляет 47,6 км². Длина озера около 4,4 км, ширина достигает 2,1 км.
Форма водоёма неправильная, береговая линия сильно изрезана, множество заливов, островов (Петкум, Великий, Лычный и др.), береговых извилин и каменистых гряд. Берега пологие, местами заболоченные.
Рядом с озером расположено несколько деревень: Горбуша, Кукина Гора, Большой Двор-1, Домнино, Анашкино, Махалёво.
Код объекта в государственном водном реестре — 08010200211110000003787.